# 海蒂·格林
海蒂·格林（英語：Hetty Green，1834年11月21日—1916年7月3日）是一名美國商人和金融投資者，被譽爲「華爾街女王」。是美國鍍金時代最富有的女人，曾被《健力士世界紀錄大全》稱爲是「最吝嗇的人」。

## 外部連結
- 维基共享资源上的相關多媒體資源：海蒂·格林